# Jarred Rome
Pour les articles homonymes, voir Rome (homonymie).
Jarred Rome (né le 21 décembre 1976 à Seattle (État de Washington) et mort le 21 septembre 2019 à  Marysville (État de Washington)) est un athlète américain, spécialiste du lancer du disque.

## Biographie
Qualifié pour les Jeux olympiques 2004 (1er aux Trials américains), sa meilleure performance est de 68,76 m, obtenue à Chula Vista le 6 août 2011. Au lancer de poids son record est de 20,40 m.

## Palmarès
| Date | Compétition           | Lieu        | Résultat | Performance |
| ---- | --------------------- | ----------- | -------- | ----------- |
| 2005 | Championnats du monde | Helsinki    | 7e       | 64,22 m     |
| 2009 | Championnats du monde | Berlin      | 11e      | 62,47 m     |
| 2011 | Jeux panaméricains    | Guadalajara | 2e       | 61,71 m     |

- Championnats des États-Unis : vainqueur en 2004 et 2011, 2e en 2005, 2009 et 2012, et 3e en 2006, 2007 et 2010.

## Records
| Épreuve          | Performance | Lieu        | Date        |
| ---------------- | ----------- | ----------- | ----------- |
| Lancer du disque | 68,76 m     | Chula Vista | 6 août 2011 |